# Ronnie Govender
Pour les articles homonymes, voir Govender.
Ronnie Govender, né le 16 mai 1934 à Cato Manor (Durban) en Afrique du Sud et mort le 29 avril 2021 dans la même ville, est un journaliste, enseignant et dramaturge sud-africain issu d'une famille d'origine tamoule.
Son livre, At the Edge and Other Cato Manor Stories, a remporté en 1997 le Prix des Écrivains du Commonwealth dans la catégorie du meilleur premier livre africain.

## Biographie
Ronnie Govender est né le 16 mai 1934 à Cato Manor, le quartier indien de Durban. Son père est né à Cato Manor et sa mère est née à Fynnlands, autre quartier de Durban. Ses grands-parents paternels et maternels venaient du sud de l'Inde. Après s'être libérés de l'obligation contractuelle qui les avait fait venir en Afrique du Sud, ses grands-parents ont choisi de s'installer à Cato Manor. Comme beaucoup d'autres familles d'origine indienne dans leur situation, ils ont acheté un petit terrain pour développer un jardin maraîcher. Son grand-père maternel devient interprète judiciaire. Son père est chauffeur de camion et sa mère femme au foyer. Govender a dix frères et sœurs. Après ses études primaires et secondaires, il passe un an à l'Université du Cap (UCT). Il trouve ensuite un emploi comme chroniqueur sportif. Dans cette période d'apartheid, il joue un rôle crucial dans le boycott par la communauté d'origine indienne des événements sportifs ségrégués. Mais le journal qui l'emploie est fermé par les autorités. Il s'inscrit au Springfield Training College, pour devenir enseignant.
Devenu enseignant, il s'intéresse aussi à l'écriture. Sa première pièce, Beyond Calvary, qu'il avait commencé à écrire alors qu'il était adolescent, est accueilli avec intérêt par la critique. Il fonde ultérieurement sa propre compagnie de théâtre appelé The Shah Theatre Academy. Il poursuit dans l'écriture d'autres pièces de théâtre, dont notamment The Lahnee’s Pleasure,. Son style est sans fioritures. Ces textes évoquent l'identité de la communauté indienne, sa vitalité, son humour, sa résilience  dans un contexte difficile et souvent humiliant. Les œuvres de Ronnie Govender ont eu de l'importance dans la construction d'une identité nationale sud-africaine,.
Une quinzaine d'années après la fin de l'apartheid, en 2008, le gouvernement sud-africain lui a décerné l'Ordre d'Ikhamanga  «pour son excellente contribution à la démocratie et à la justice en Afrique du Sud par le théâtre». En 2014, l'Université de technologie de Durban lui a également décerné à Govender un doctorat honorifique pour sa contribution à la littérature et aux arts en général, ainsi que pour sa contribution à la démocratie, à la paix et à la justice en Afrique du Sud par le théâtre.
Il meurt le 29 avril 2021 à l'âge de 86 ans.

### Famille
Sa fille, Pregs Govender, est une militante des droits humains,une féministe et a été membre du parlement sud-africain.

## Principales publications
- 1978 : The Lahnee's Pleasure, Johannesbourg, Ravan Press (pièce de théâtre)
- 1986 : Swami, Le Cap, David Philips Publishers.
- 1996 : At the Edge and Other Cato Manor Stories, Pretoria, Manx.
- 2006 : Song of the Atman, Johannesbourg, Jacana Media.
- 2008 : In the Manure: Memoirs and Reflections, Le Cap, David Philips Publishers (autobiographie).